# Murexid
Murexid ist die Bezeichnung für das saure Ammoniumsalz der im freien Zustand nicht existierenden Purpursäure (C8H5N5O6). Es handelt sich um einen Indikator zur Titration von Metallen. Murexid ist darüber hinaus das Endprodukt der Murexid-Reaktion, einer chemischen Nachweisreaktion für Harnsäure, Xanthin und verwandte Substanzen.

## Geschichte

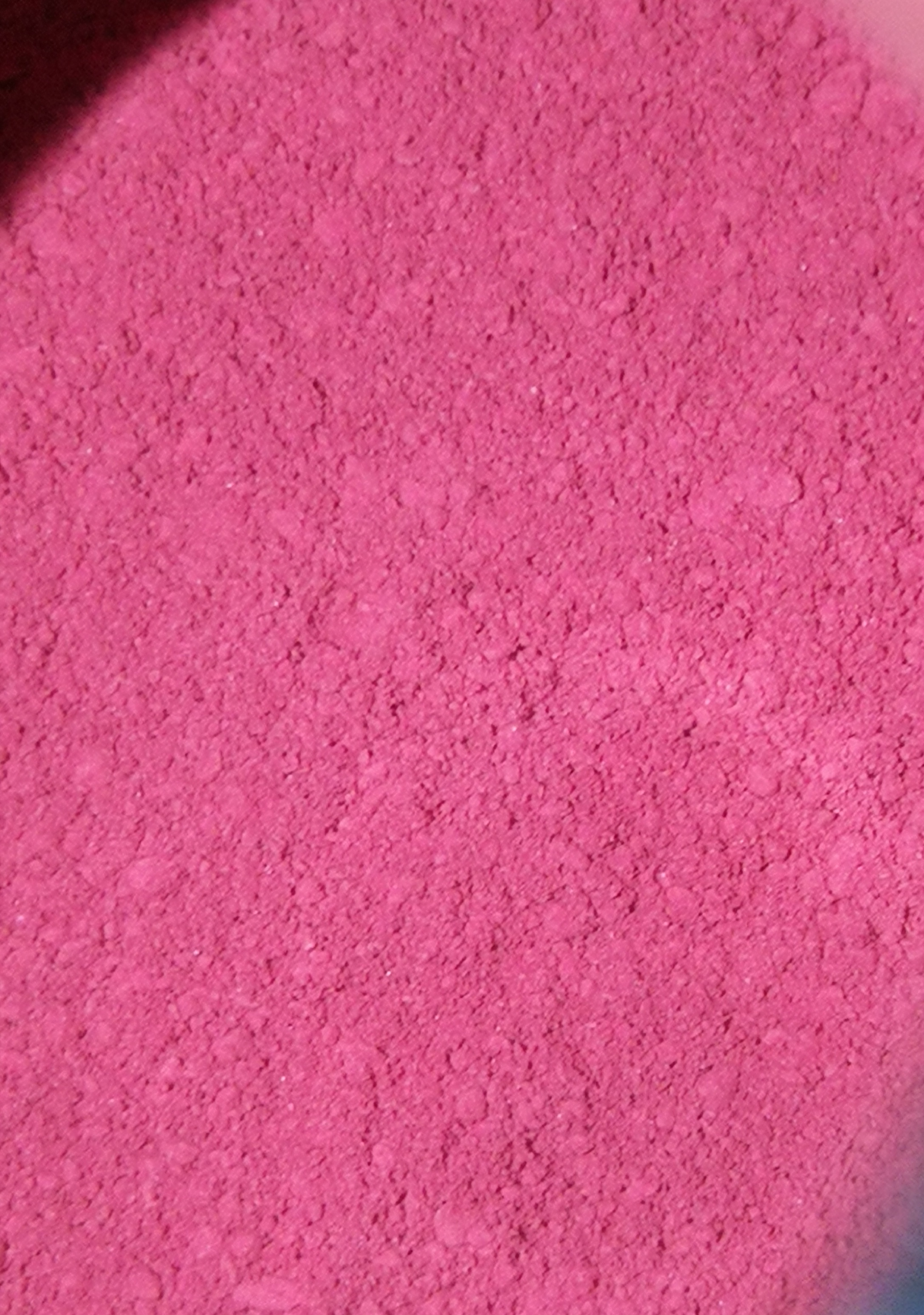
Murexid als Reinstoff

Murexid wurde zuerst von Karl Wilhelm Scheele als Farbstoff aus Harnsteinen beschrieben.
Dass es sich beim Murexid um das saure Ammoniumsalz der Purpursäure handelt, wurde von Friedrich Konrad Beilstein in seiner 1858 bei Friedrich Wöhler in Göttingen angefertigten Dissertation "Ueber das Murexid" beschrieben; bei Beilstein heißt es "saures purpursaures Ammoniak".

## Eigenschaften
Murexid bildet ein rotbraunes Pulver, das unlöslich in Ether und Alkohol ist und sich in Wasser bei 20 °C wenig (1 g·l−1) löst. In heißem Wasser löst es sich besser. Die Farbe schlägt bei Alkalizugabe von rot nach blau um. Murexid wird im pH-Bereich von 9 bis 12 als Metallindikator bei der komplexometrischen Titration von Nickel, Cobalt, Kupfer und Calcium (Farbumschlag von gelb bzw. rot nach blauviolett), sowie zur cerimetrischen Fluorbestimmung verwendet.